# Francesco Allegrini
Francesco Allegrini (Gubbio, 1587 – Roma, 21 luglio 1663) è stato un pittore italiano.

## Biografia
Francesco, a sua volta figlio del pittore Flaminio Allegrini originario di Cantiano (1586/1587-1666), nasce il 31 maggio 1623 a Napoli dove suo padre è documentato almeno a partire dal 1617. Flaminio (1586/1587-1666) era giunto nella città dei papi nel 1601 circa ed era ben presto entrato a bottega da Giuseppe Cesari, detto il Cavalier d'Arpino; Francesco muove i primi passi in pittura grazie al padre e successivamente diventa allievo dello stesso d'Arpino tra il 1636-1638 circa. La vicenda biografica e artistica dei due Allegrini (in verità tre, dato che Anna Angelica sorella di Francesco era una miniaturista; di lei non si hanno molte notizie) si svolge principalmente tra Cantiano - paese d'origine del padre cui gli Allegrini sono rimasti sempre legati, Roma e Gubbio - dove gli Allegrini furono anche proprietari di immobili (ma anche Napoli e Savona per quanto riguarda Flaminio).
Dopo il 1640, anno della morte del d'Arpino, Francesco si sposta a bottega da Pietro da Cortona (1596-1669) grazie al quale ottiene alcune delle sue più importanti commissioni nella capitale. La sua lunga attività è ripartita tra Roma e Gubbio; le sue prime opere romane sono per Santa Maria dell'Umiltà (San Michele arcangelo; San Domenico di Soriano, 1640 circa) e per Palazzo Altieri (Stanza di Mosè, 1644-50). Tra il 1652-1655 è certamente a Gubbio dove diviene un protetto del vescovo Alessandro Sperelli (1589-1672) che gli commissiona la Cappella del Sacramento nella cattedrale.
Tra il 1655, anno della nomina come accademico dell'Accademia di San Luca e il 1660, è di nuovo a Roma dove è impegnato a palazzo Pamphilj in piazza Navona e nel convento dei domenicani alla Minerva, ex palazzo del Sant'Uffizio. Dal 1661 al 1681 risiede di nuovo stabilmente a Gubbio, dove «se pur declinando, continuò per quasi due decenni a dominare il campo, sfogandosi, indisturbato, ad affrescar volte, cupole e lunettoni, e a sfornar pale d'altare, come un piccolo Cortona» (Marabottini, 1981). Gli affreschi della chiesa della Madonna del Prato (1676-77) lo consacrano monopolizzatore delle commissioni locali e gli valgono la promozione a maggiore affreschista umbro del '600.
Il dipinto San Girolamo fra Sant'Antonio Abate e un Santo Papa (1681 circa) conservato nella chiesa collegiata di Cantiano sembra essere la sua ultima opera, realizzata prima del definitivo rientro a Roma, dove muore il 21 luglio 1684.
A partire dalla biografia di Francesco scritta da P. Orlandi (1704) «diverse sono state le ricostruzioni erronee della sua vita giungendo fino a ipotizzare che il pittore avesse avuto due figli artisti, Flaminio (detto junior) ed Angelica, circostanza totalmente priva di fondamento. La ricerca sulle vicende artistiche di padre e figlio si è rivelata alquanto problematica poiché le notizie biografiche dell'uno sovente sono confluite nella vita dell'altro; logica conseguenza di ciò è stato lo scambio spesso intercorso tra il corpus dei due pittori e così a Francesco, poiché più noto, sono state attribuite una serie di opere del genitore» (Nocella 2007). Studi recenti hanno finalmente permesso di delineare meglio le personalità artistiche degli Allegrini e fatto luce sul catalogo di entrambi.